# Дубеева (Чжан), Галина Васильевна
Гали́на Васи́льевна Дубе́ева (Галина Чжан) — советская военная переводчица,  трагически погибшая во время переговоров с японскими милитаристами в августе 1945 года. В КНР Галине Дубеевой присвоено звание «Павшего революционера» и установлен памятник в городе Суйфэньхэ.

## Биография
Галина Дубеева (Галина Чжан) родилась  18 февраля 1928 года в городе Суйфэньхэ (Китай). Её мать — русская по национальности, отец — китаец.
В возрасте 8 лет Галина поступила учиться в русскую эмигрантскую школу. Уже с 13 лет Галина начала работать и помогать кормить семью: читала лекции в школе и работала помощником отца в закусочной. К этому времени она в совершенстве владела русским, китайским и японским языками.
Галя была очень способной. Она не только хорошо владела языками, но и получила первую премию на состоявшемся в 1944 году в Харбине конкурсе лучших меццо-сопрано.
Утром 9 августа СССР объявил войну Японии. Продвижение советских войск был стремительным. Поэтому люди, знающие в совершенстве китайский и японский языки, были очень востребованы. 17-летнюю Галину сразу же взяли переводчиком в политотдел армии, которая наступала на японцев со стороны Приморского края.
На пути этой армии, в горах, стояла  крепость Тяньчаншань.
12 августа Галина в качестве переводчика вместе с четырьмя советскими солдатами направились в горы на переговоры с окруженным японским гарнизоном крепости, чтобы убедить их капитулировать. Галина начала говорить в сторону японской армии: «Мы – делегаты советской Красной Армии, отвечающие за мирные переговоры, не стреляйте, выйдите на переговоры».
Группа из 10 японских военнослужащих с белыми флагами вышли на открытое место и встали в 50 метрах от советских солдат. После чего японцы потребовали, чтобы к ним подошла только переводчица.

Галя тревожно смотрела на капитана и молча плакала. Командир советской группы Федорченко обнял ее: "Не бойся, ты добрая, думай о том, что японцы согласились на переговоры. Они поверят в нашу искренность". Тогда Галя тревожно сказала: "Может быть, я не вернусь". "Но ведь никто из нас не говорит по-японски, только ты можешь переводить. Иди и возвращайся".
Галя перестала плакать. С белым флагом и текстом пакта о капитуляции она направилась к японским позициям. Федорченко видел, как Галя подошла к японскому солдату и исчезла в лесу.
Место переговоров находилось метрах в пятидесяти от Федорченко. В тот день было душно, ни ветерка. Советский отряд слышал их слова, но они говорили по-японски, Федорченко ничего не понимал. Вдруг он услышал ругань, а затем безумный крик. Послышался выстрел, Федорченко, почувствовав неладное, начал звать Галю.

В то же время по рации он доложил обо всем в штаб и приказал отряду отступить. Японцы начали стрелять, убили двоих и ранили трех красноармейцев. Федорченко вывел отряд из-под обстрела. Вечером в штабе было принято решение атаковать крепость Тяньчаншань, бои продолжались четыре дня— 
.
После этого советское командование подтянуло к позициям тяжелую артиллерию и начала массированный обстрел. Японский гарнизон был полностью уничтожен, живыми в плен попали только 26 японских солдат.

## История создания памятника
В 1984 году записи о трагической гибели Галины Дубеевой случайно обнаружил в архиве местный историк Сунь Боянь. До 1997 года он тщательно восстанавливал подлинную картину событий тех дней. После чего Сунь Боянь решил построить в Суйфэньхэ памятник в честь этой талантливой и смелой девушки.
Чтобы еще больше людей узнали о подвиге этой девушки, Сунь Боянь с 1998 года начал публиковать в местных газетах статьи о Галине. Вместе с тем, он использовал все возможности для сбора денежных средств на возведение памятника. Наконец, в 2004 году с помощью его ученика, бизнесмена, удалось собрать достаточное количество денег.
После этого у Сунь Бояня появилась идея совместно с российским дизайнером создать памятник со словами президента России. Сунь Бояню стоило больших усилий убедить президента Академии художеств имени И.Е. Репина в Санкт-Петербурге спроектировать памятник.
14 мая 2007 года президент России Владимир Путин направил послание жителям города Суйфэньхэ, в котором предложил выгравировать на памятнике Галине следующие слова:

«Наша дружба — это взаимопонимание, доверие, общие ценности и интересы. Мы помним о прошлом и думаем о будущем».— .

## Память
- В 2009 году в городе Суйфэньхэ (провинция Хэйлунцзян, КНР), на средства, собранные горожанами, установлен памятник Галине Дубеевой «Посланник дружбы и мира»[5]
- Также в Суйфэньхэ в 2013 году открыт мемориальный музей имени Галины Дубеевой[6]